# WBFAL liga 2013./14.
WBFAL liga 2013./14. je bilo drugo izdanje Women Basketball Friendship Adriatic League. Sudjelovalo je šest klubova iz tri države, a prvakom je drugi put postala ekipa Budućnost Vulkano iz Podgorice.

## Sudionici
- Trebinje 03, Trebinje
- Lovćen, Cetinje
- Primorje, Herceg Novi
- Budućnost Vulkano, Podgorica
- Ragusa, Dubrovnik
- Vodice, Vodice

## Ljestvica i rezultati

### Ligaški dio
| mj | klub              | ut | pob | por | koševi | KR   | bod |            |
| -- | ----------------- | -- | --- | --- | ------ | ---- | --- | ---------- |
| 1. | Budućnost Vulkano | 15 | 15  | 0   |        | +359 | 30  | Final Four |
| 2. | Primorje          | 15 | 11  | 4   |        | +244 | 26  | Final Four |
| 3. | Ragusa            | 15 | 9   | 6   |        | +149 | 24  | Final Four |
| 4. | Lovćen            | 15 | 7   | 8   |        | 0    | 22  | Final Four |
| 5. | Vodice            | 15 | 3   | 12  |        | -252 | 18  |            |
| 6. | Trebinje 03       | 15 | 0   | 15  |        | -500 | 15  |            |

### Final Four
Igran u Dubrovniku 4. i 5. travnja 2014.
| klub1             | rez           | klub2             |
| poluzavršnica     | poluzavršnica | poluzavršnica     |
| ----------------- | ------------- | ----------------- |
| Budućnost Vulkano | 89:65         | Lovćen            |
| Ragusa            | 66:55         | Primorje          |
|                   |               |                   |
| za prvaka         |               |                   |
| Ragusa            | 63:73         | Budućnost Vulkano |

## Poveznice
- WBFAL liga
- MEL liga 2013./14.
- MŽRKL liga 2013./14.
- Hrvatska A-1 liga 2013./14.